# Église Notre-Dame-du-Très-Saint-Sacrement-et-Saints-Martyrs-Canadiens de Rome
L'église Nostra Signora del Santissimo Sacramento e dei Santi Martiri Canadesi (en français : Notre-Dame-du-Très-Saint-Sacrement-et-Saints-Martyrs-Canadiens) est une église de Rome, dans le quartier Nomentano, dans la via Giovanni Battista de Rossi. Elle est le siège du titre cardinalice du même nom.

## Historique
En 1948, la congrégation du Très-Saint-Sacrement décide de construire un nouvel édifice comme siège de la curie généralice à Rome sur le terrain acquis via Giovanni Battista de Rossi. Le vicariat de Rome pose comme condition, pour approuver le projet, que soit construite, à l'intérieur du nouveau complexe des religieux du Très-Saint-Sacrement, une église ouverte au public et érigée en paroisse de la zone avoisinante.
Un premier projet est refusé. En mars 1950, l'architecte Bruno Maria Apollonj Ghetti (it) présente un projet qui est approuvé par le Consiglio superiore delle antichità e belle arti. Les travaux de construction commencent de suite et sont achevés en 1955. L'église est inaugurée le 14 juin 1955 ; elle est érigée en paroisse le 19 octobre suivant.
En 1959, l'église sert de décor pour la rencontre entre Marcello et Steiner dans le film La dolce vita de Federico Fellini.
L'église est consacrée solennellement le 1er novembre 1962.

## Description

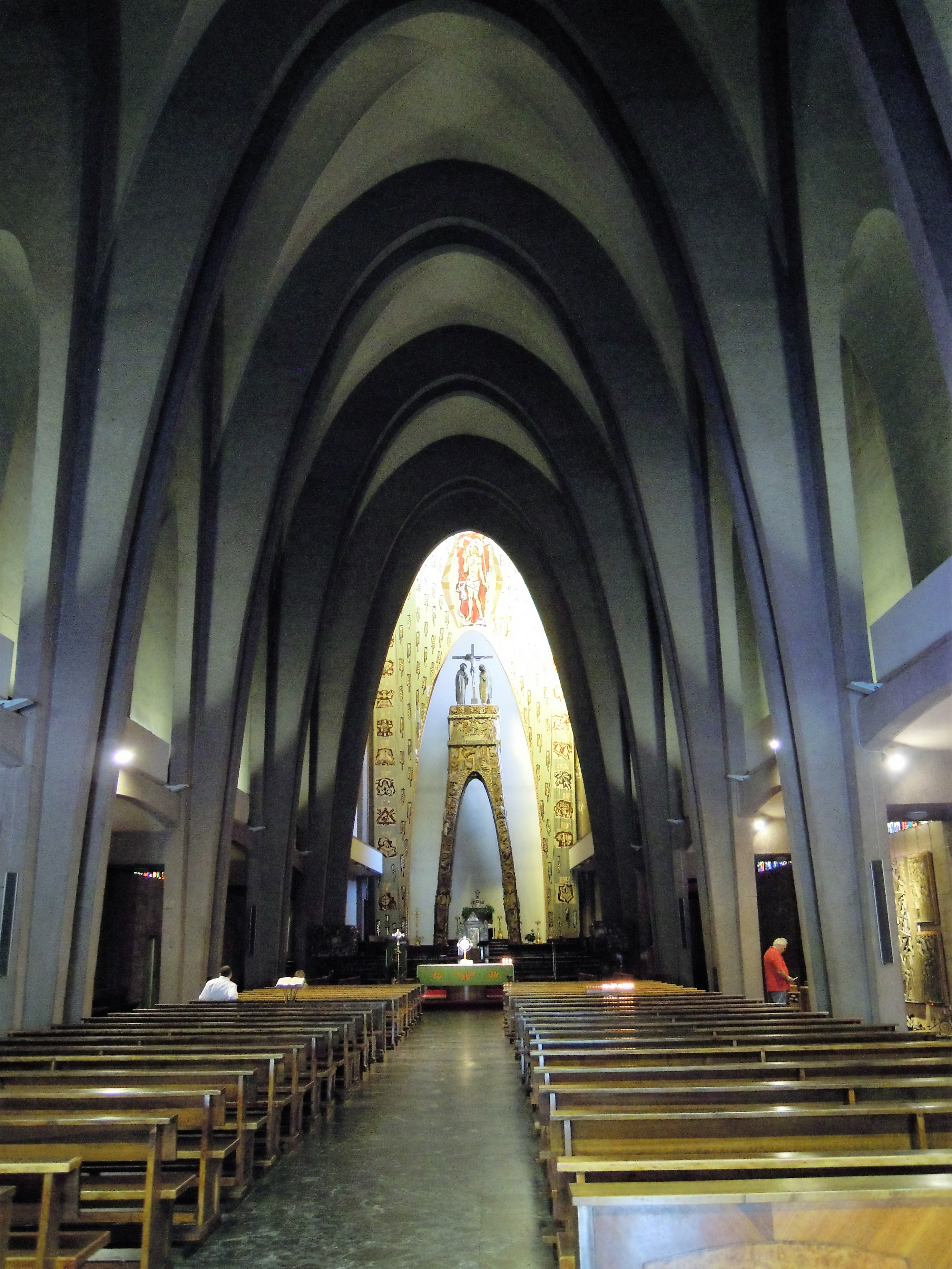
Intérieur de l'église

D'après le site de la paroisse, l'architecte a proposé une structure d'ogives paraboliques après avoir pensé aux premiers missionnaires qui ont subi le martyre dans les forêts vierges du Canada.
Une double rangée d'escaliers conduit depuis le hall d'entrée à la crypte qui se trouve en-dessous, et où il y a le baptistère. L'église possède un riche maître autel, avec un ostensoir de Francesco Nagni, un baldaquin avec reliefs et une crucifixion d'Angelo Biancini. Le bâtiment est éclairé par des vitraux de Marcello Avenali et de Giovanni Hajnal (it). Ce dernier a également réalisé les confessionnaux.